# Victor Lafay
Pour les articles homonymes, voir Lafay.
Victor Lafay, né le 17 janvier 1996 à Lyon, est un coureur cycliste français. Il a notamment remporté la huitième étape du Tour d'Italie 2021 et la deuxième étape du Tour de France 2023.

## Biographie

### Carrière chez les amateurs

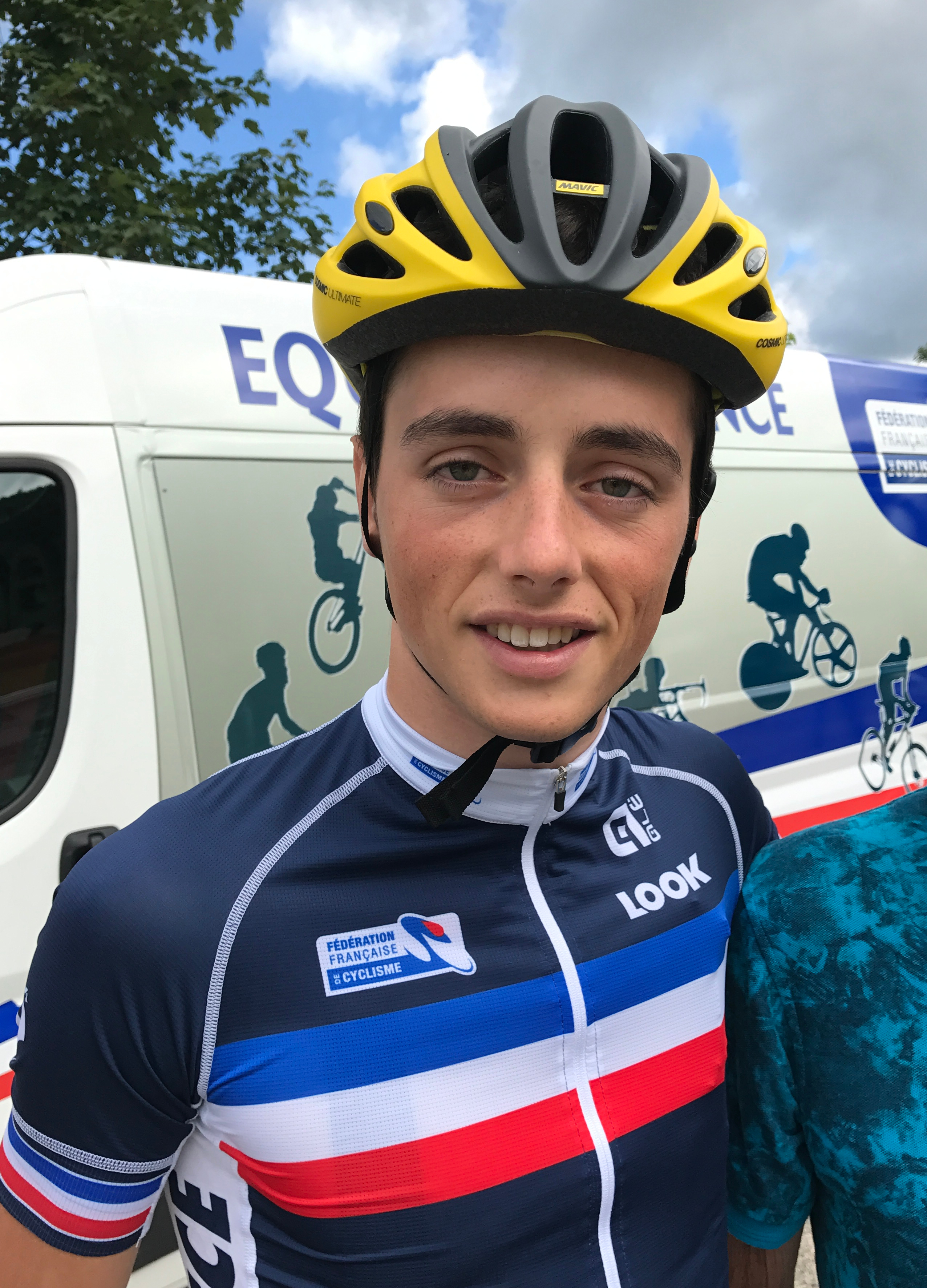
Victor Lafay avant la quatrième étape du Tour de l'Ain 2017 sous le maillot de l'équipe de France espoirs.

Victor Lafay commence le cyclisme dès l'âge de 5 ans, en pré-licencié. 
Parmi les juniors (moins de 19 ans), il se révèle lors de la saison 2014 en gagnant deux étapes et le classement général du Tour du Valromey. Il termine également cinquième de la Classique des Alpes juniors. Il décide de rejoindre le Chambéry CF en 2015, centre de formation d'AG2R La Mondiale, pour son passage chez les espoirs (moins de 23 ans). Cette expérience est cependant minée par une excroissance osseuse à un fémur, nécessitant une intervention chirurgicale. Il parvient tout de même à terminer huitième d'une étape et dix-septième du Tour de la Vallée d'Aoste 2016. 
En 2017, il est recruté par le club de Bourg-en-Bresse Ain,. Bon grimpeur, il est sacré champion de France espoirs à Saint-Amand-Montrond et remporte également une étape du Tour d'Auvergne, (quatrième au général) ou encore deux étapes du Tour de Nouvelle-Calédonie, tout en obtenant diverses places d'honneur au niveau national : deuxième de La Durtorccha, troisième du Tour de Tarentaise ou quatrième de Volvic-Feytiat, dernière manche de la Coupe de France DN2, que son club remporte. Sur des courses de classe 2, il se distingue parmi les professionnels en terminant neuvième du Rhône-Alpes Isère Tour et du Tour de Savoie Mont-Blanc. Lors de cette dernière, il prend la deuxième place d'une étape à Cluses, seulement devancé par Egan Bernal. Sélectionné en équipe de France espoirs, il termine septième du Grand Prix Priessnitz spa, quatorzième du Tour de l'Ain et participe aussi au Tour de l'Avenir. À partir du mois d'août, il passe stagiaire au sein de l'équipe Cofidis. Cette même année, il obtient un DUT Science et génie des matériaux.
En 2018, il confirme en gagnant une courte étape de montagne au Tour de Savoie Mont-Blanc, devant le professionnel Arnaud Courteille. Il est également le vainqueur de l'« l'Étape du Tour », prestigieuse cyclo-sportive disputée sur le même parcours que la prochaine dixième étape du Tour de France, entre Annecy et Le Grand-Bornand. De plus, il se classe troisième du Grand Prix du Pays de Montbéliard, manche de la Coupe de France DN1, quatrième de La Durtorccha, cinquième d'à Annemasse-Bellegarde et retour ou encore douzième du Grand Prix de Plumelec-Morbihan, sous le maillot de l'équipe de France espoirs. Mi-juillet, il s'illustre en obtenant la médaille d'argent au championnat d'Europe espoirs, seulement devancé au sprint par Marc Hirschi pour quelques centimètres.

### Carrière professionnelle
Le 21 septembre 2017, l'équipe Cofidis annonce l'arrivée de Victor Lafay dans son effectif à partir du 1er août 2018.
Il réalise ses débuts professionnels le 5 août 2018, en terminant 90e de la Polynormande. Sa saison 2019 est marquée par des problèmes physiques. Sa préparation est retardée par une entorse de la cheville et il ne court plus après le mois de juillet pour se faire à nouveau opérer d'une excroissance osseuse, comme en 2015.
En 2020, il n'obtient pas de résultats notables, mais participe au Tour d'Espagne, son premier grand tour en tant qu'équipier de Guillaume Martin. Son début de saison 2021 est marquée par une chute et perte de connaissance sur la Classic de l'Ardèche, qui l'éloigne des courses pendant un mois. En avril, sur le Tour de la Communauté de Valence, il est deuxième de l'étape de montagne derrière Enric Mas, et termine quatrième du général. Quelques semaines plus tard, il prend le départ du Tour d'Italie et gagne une étape de moyenne montagne. Sixième du championnat de France, il confirme ensuite en se classant troisième de l'Arctic Race of Norway.
En août 2021, il signe une prolongation de contrat avec Cofidis jusqu'en fin d'année 2023.
Victor Lafay a pour agent en 2023 Christophe Le Mével. Il s'octroie la victoire dans la course Classic Grand Besançon Doubs, le 14 avril 2023. Le 2 juillet, il remporte la deuxième étape du Tour de France entre Vitoria-Gasteiz et Saint-Sébastien, après avoir attaqué le groupe des favoris dans le dernier kilomètre. Il met ainsi fin à 15 années sans victoire sur le Tour de France de l'équipe Cofidis. À l'issue de l'étape, il s'empare du maillot vert en devenant leader du classement par points.
Il s'engage avec Decathlon-AG2R La Mondiale pour 2024 et 2025. Néanmoins, un problème à un genou l'empêche de pouvoir s'entraîner et courir,. Initialement attendu pour les classiques ardennaises d'avril, il ne fait sa première apparition qu'en juillet lors du Tour de l'Ain, où il prend la septième place,. Il participe ensuite au Tour de Burgos et au Tour d'Espagne. En fin de saison, il se classe quatrième du Tour du Guangxi.

## Palmarès

### Palmarès amateur
| - 2014 - Tour du Valromey : - Classement général - 2e et 3e étapes - 2016 - 8e étape du Tour de Nouvelle-Calédonie - 2017 - Champion de France sur route espoirs - 1re étape du Tour d'Auvergne - Prix de Bourg-en-Bresse - 1rea et 8e étapes du Tour de Nouvelle-Calédonie - 2e de La Durtorccha - 2e du Grand Prix New Bike-Eurocapi - 3e du Tour de Tarentaise | - 2018 - 2e étape du Tour de Savoie Mont-Blanc - Étape du Tour - Médaillé d'argent du championnat d'Europe sur route espoirs - 3e du Grand Prix du Pays de Montbéliard |  |

### Palmarès professionnel
- 2021
  - 8e étape du Tour d'Italie
  - 3e de l'Arctic Race of Norway
- 2022
  - 3e étape de l'Arctic Race of Norway
  - 2e de la Classic Grand Besançon Doubs
- 2023
  - Classic Grand Besançon Doubs
  - 2e étape du Tour de France
  - 3e de la Coppa Agostoni
  - 6e de la Flèche wallonne
- 2024
  - 4e du Tour du Guangxi
- 2025
  - 3e de la Classic Var

### Résultats sur les grands tours

#### Tour de France
2 participations
- 2022 : abandon (13e étape)
- 2023 : abandon (20e étape), vainqueur de la 2e étape

#### Tour d'Italie
1 participation
- 2021 : non-partant (19e étape), vainqueur de la 8e étape

#### Tour d'Espagne
2 participations
- 2020 : 81e
- 2024 : 109e

## Classements mondiaux
| Année                                 | 2017  | 2018 | 2019 | 2020  | 2021 | 2022 | 2023 | 2024 |
| ------------------------------------- | ----- | ---- | ---- | ----- | ---- | ---- | ---- | ---- |
| Classement mondial                    | 1356e | 759e | nc   | 1526e | 158e | 239e | 95e  | 367e |
| UCI Europe Tour                       | 882e  | 451e | nc   | 1137e | 135e | 195e | 77e  | nc   |
|                                       |       |      |      |       |      |      |      |      |
| Légende : nc = non classéSource : UCI |       |      |      |       |      |      |      |      |